# Tagikistan ai Giochi della XXXII Olimpiade
Il Tagikistan ha partecipato ai Giochi della XXXII Olimpiade, che si sono svolti a Tokyo, Giappone, dal 23 luglio all'8 agosto 2021 (inizialmente previsti dal 24 luglio al 9 agosto 2020 ma posticipati per la pandemia di COVID-19) con nove atleti, cinque uomini e quattro donne.

## Delegazione
| Sport            | Uomini | Donne | Totale |
| ---------------- | ------ | ----- | ------ |
| Atletica leggera | 1      | 1     | 2      |
| Judo             | 4      | 0     | 4      |
| Nuoto            | 1      | 1     | 2      |
| Pugilato         | 3      | 0     | 3      |
| Totale           | 9      | 2     | 11     |

## Risultati

### Atletica leggera
Eventi su pista e strada
| Atleta          | Evento         | Batteria  | Batteria  | Semifinale      | Semifinale      | Finale          | Finale          |
| Atleta          | Evento         | Risultato | Posizione | Risultato       | Posizione       | Risultato       | Posizione       |
| --------------- | -------------- | --------- | --------- | --------------- | --------------- | --------------- | --------------- |
| Ildar Akhmadiev | 100 m maschili | 10"66     | 4º        | Non qualificato | Non qualificato | Non qualificato | Non qualificato |

### Judo
| Atleta                  | Evento           | Preliminari          | 16-esimi              | Ottavi               | Quarti               | Semifinali           | Ripescaggio          | Finale               | Pos.            |
| Atleta                  | Evento           | Avversario Punteggio | Avversario Punteggio  | Avversario Punteggio | Avversario Punteggio | Avversario Punteggio | Avversario Punteggio | Avversario Punteggio | Pos.            |
| ----------------------- | ---------------- | -------------------- | --------------------- | -------------------- | -------------------- | -------------------- | -------------------- | -------------------- | --------------- |
| Somon Makhmadbekov      | 73 kg maschile   | Alikaj V 10–00       | Njie V 10–00          | Orujov P 00–01       | Non qualificato      | Non qualificato      | Non qualificato      | Non qualificato      | Non qualificato |
| Akmal Murodov           | 81 kg maschile   | Andrew V 10–00       | Grigalashvili P 00–11 | Non qualificato      | Non qualificato      | Non qualificato      | Non qualificato      | Non qualificato      | Non qualificato |
| Komronshokh Ustopiriyon | 90 kg maschile   | Bye                  | Clerget P 00–10       | Non qualificato      | Non qualificato      | Non qualificato      | Non qualificato      | Non qualificato      | Non qualificato |
| Temur Rakhimov          | +100 kg maschile | N.D.                 | Granda V 01–00        | Tushishvili P 00–10  | Non qualificato      | Non qualificato      | Non qualificato      | Non qualificato      | Non qualificato |

### Nuoto
| Atleta             | Evento                      | Batterie | Batterie  | Semifinali      | Semifinali      | Finale          | Finale          |
| Atleta             | Evento                      | Tempo    | Posizione | Tempo           | Posizione       | Tempo           | Posizione       |
| ------------------ | --------------------------- | -------- | --------- | --------------- | --------------- | --------------- | --------------- |
| Olimjon Ishanov    | 50 m stile libero maschili  | 26"12    | 60º       | Non qualificato | Non qualificato | Non qualificato | Non qualificato |
| Anastasiya Tyurina | 50 m stile libero femminili | 29"05    | 62ª       | Non qualificato | Non qualificato | Non qualificato | Non qualificato |

### Pugilato
| Atleta               | Evento                     | 16-esimi             | Ottavi               | Quarti               | Semifinali           | Finale               | Pos.            |
| Atleta               | Evento                     | Avversario Punteggio | Avversario Punteggio | Avversario Punteggio | Avversario Punteggio | Avversario Punteggio | Pos.            |
| -------------------- | -------------------------- | -------------------- | -------------------- | -------------------- | -------------------- | -------------------- | --------------- |
| Bakhodur Usmonov     | Pesi leggeri maschile      | de los Santos V 4–1  | Abduraimov P 0–5     | Non qualificato      | Non qualificato      | Non qualificato      | Non qualificato |
| Shabbos Negmatulloev | Pesi mediomassimi maschile | Chen Dx P 0–4        | Non qualificato      | Non qualificato      | Non qualificato      | Non qualificato      | Non qualificato |
| Siyovush Zukhurov    | Pesi supermassimi maschile | Bye                  | Aliev P 0–5          | Non qualificato      | Non qualificato      | Non qualificato      | Non qualificato |